# Ronde des sables de Loon-Plage
La ronde des sables de Loon-Plage est une course de moto-cross qui se déroule, chaque année, depuis 2004, dans la commune de Loon-Plage, proche de la mer du Nord, dans le département du Nord en France.
C'est la 2e manche du championnat de France des sables. 

## Historique

### Circuit
Dans les années 1970, les pilotes de la région de Dunkerque s'entrainent sur des circuits sauvages où les contraintes écologiques les obligent à changer d'endroit. C'est, d'abord, dans les dunes de Leffrinckoucke, puis dans les années 1980, dans celles du Clipont et de la Samaritaine et, dans les années 1990, à la raffinerie CFR TOTAL, puis à Loon-Plage, au terminal du ferry.
Un projet d'implantation d'une zone logistique par le port autonome de Dunkerque oblige les clubs à déménager une nouvelle fois mais sans aucune solution proposée. Les différents clubs de la région décident de se regrouper en association pour créer l'ADAM : « Association de défense des activités motocyclistes » afin d'obtenir un nouveau circuit auprès des pouvoirs publics. En 2005, l’ADAM laissa la place à l’ADASM « Association pour le Développement des Activités de Sports Mécaniques ».
Une manifestation motocycliste, composée de plus de 500 pilotes, est organisée en décembre 2001. À la suite de cette manifestation, la communauté urbaine de Dunkerque, le port autonome de Dunkerque et le sous-préfet de Dunkerque, décident de la création d'un circuit sous la responsabilité de l'ADASM. L’inauguration a lieu en juin 2002 puis en novembre 2004 le circuit est officiellement dénommé « circuit Bernard Gouvart » en hommage au président fondateur de l’ADASM mort en février 2004.
Le circuit est fermé du 20 mai au 1er août pour rénovation avec un nouveau tracé.
Le 15 octobre 2024, la Fédération française de motocyclisme (FFM) succède à l’ADASM pour la gestion du circuit.

## La course
Cette course fait partie du championnat de France des sables. 
Elle compte, 950 engagés en 2022.
Elle se déroule tous les ans, un samedi et dimanche d'octobre, sur le circuit Bernard Gouvart. C'est la deuxième des 6 courses du championnat de France de courses sur sable.
À l'inverse des 4 autres courses du championnat, qui sont des courses d'endurance, c'est une course de vitesse type moto-cross. 
Les catégories engagés sont :
- Motos CFS ;
- Motos amateurs ;
- Quads ;
- Juniors ;
- Espoirs
- Vintage[3].

## Palmarès

### Catégorie homme
| Année | Motos CFS                                            | Motos CFS                                            | Motos amateurs                                       | Motos amateurs                                       | Quads                                                | Quads                                                | Juniors                                              | Juniors                                              | Espoirs                                              | Espoirs                                              |
| Année | Pilote                                               | Constructeur                                         | Pilote                                               | Constructeur                                         | Pilote                                               | Constructeur                                         | Pilote                                               | Constructeur                                         | Pilote                                               | Constructeur                                         |
| 1997  |                                                      |                                                      |                                                      |                                                      |                                                      |                                                      |                                                      |                                                      |                                                      |                                                      |
| […]   |                                                      |                                                      |                                                      |                                                      |                                                      |                                                      |                                                      |                                                      |                                                      |                                                      |
| 2017  |                                                      |                                                      |                                                      |                                                      |                                                      |                                                      |                                                      |                                                      |                                                      |                                                      |
| 2018  | Milko Potisek                                        | Yamaha                                               | Aymerick Dupont                                      | KTM                                                  | Romain Couprie                                       | Yamaha                                               | Mathéo Miot                                          | KTM                                                  | Tejy Kristmann                                       | KTM                                                  |
| 2019  | Nathan Watson                                        | KTM                                                  | Jérome Biets                                         | Honda                                                | Romain Couprie                                       | Yamaha                                               | Bogdan Krajewski                                     | Yamaha                                               | Kylian Prevost                                       | KTM                                                  |
| 2020  | épreuve annulée en raison de la pandémie de Covid-19 | épreuve annulée en raison de la pandémie de Covid-19 | épreuve annulée en raison de la pandémie de Covid-19 | épreuve annulée en raison de la pandémie de Covid-19 | épreuve annulée en raison de la pandémie de Covid-19 | épreuve annulée en raison de la pandémie de Covid-19 | épreuve annulée en raison de la pandémie de Covid-19 | épreuve annulée en raison de la pandémie de Covid-19 | épreuve annulée en raison de la pandémie de Covid-19 | épreuve annulée en raison de la pandémie de Covid-19 |
| 2021  | Todd Kellett                                         | Yamaha                                               | Corentin Mary                                        | KTM                                                  | Keveen Rochereau                                     | Honda                                                | Simon Depoers                                        | Yamaha                                               | Basile Pigois                                        | Husqvarna                                            |
| 2022  | Milko Potisek                                        | Yamaha                                               |                                                      |                                                      | Randy Naveaux                                        | Yamaha                                               | Tanel Bajeux                                         | Honda                                                | Tom Dukerts                                          | Gas Gas                                              |
| 2023  | Cyril Genot                                          | Honda                                                |                                                      |                                                      | Randy Naveaux                                        | Yamaha                                               | Paolo Maschio                                        | Kawasaki                                             | Arno Cazet                                           | Gas Gas                                              |
| 2024  | Cyril Genot                                          | Honda                                                |                                                      |                                                      | Randy Naveaux                                        | Yamaha                                               | Paolo Maschio                                        | Kawasaki                                             | Kenzo Jaspers                                        | Gas Gas                                              |

#### Statistiques Motos CFS
| Rang | Pilote        | Années     | Victoires |
| ---- | ------------- | ---------- | --------- |
| 1    | Milko Potisek | 2018, 2022 | 2         |
| 1    | Cyril Genot   | 2023, 2024 | 2         |
| 3    | Todd Kellett  | 2021       | 1         |
| 3    | Nathan Watson | 2019       | 1         |

| Rang | Constructeurs | Années           | Victoires |
| ---- | ------------- | ---------------- | --------- |
| 1    | Yamaha        | 2018, 2021, 2022 | 3         |
| 2    | Honda         | 2023, 2024       | 2         |
| 3    | KTM           | 2019             | 1         |

| Rang | Nations         | Années     | Victoires |
| ---- | --------------- | ---------- | --------- |
| 1    | Grande-Bretagne | 2019, 2021 | 2         |
| 1    | France          | 2018, 2022 | 2         |
| 1    | Belgique        | 2023, 2024 | 2         |

#### Statistiques Motos amateurs
| Rang | Pilote          | Années | Victoires |
| ---- | --------------- | ------ | --------- |
| 1    | Corentin Mary   | 2021   | 1         |
| 1    | Jérome Biets    | 2019   | 1         |
| 1    | Aymerick Dupont | 2018   | 1         |

| Rang | Constructeurs | Années     | Victoires |
| ---- | ------------- | ---------- | --------- |
| 1    | KTM           | 2018, 2021 | 2         |
| 2    | Honda         | 2019       | 1         |

| Rang | Nations | Années           | Victoires |
| ---- | ------- | ---------------- | --------- |
| 1    | France  | 2018, 2019, 2021 | 3         |

#### Statistiques Quads
| Rang | Pilote           | Années           | Victoires |
| ---- | ---------------- | ---------------- | --------- |
| 1    | Randy Naveaux    | 2022, 2023, 2024 | 3         |
| 2    | Romain Couprie   | 2018, 2019       | 2         |
| 3    | Keveen Rochereau | 2021             | 1         |

| Rang | Constructeurs | Années                       | Victoires |
| ---- | ------------- | ---------------------------- | --------- |
| 1    | Yamaha        | 2018, 2019, 2022, 2023, 2024 | 5         |
| 2    | Honda         | 2021                         | 1         |

| Rang | Nations                | Années           | Victoires |
| ---- | ---------------------- | ---------------- | --------- |
| 1    | Drapeau de la France   | 2018, 2019, 2021 | 3         |
| 1    | Drapeau de la Belgique | 2022, 2023, 2024 | 3         |

#### Statistiques Juniors
| Rang | Pilote           | Années     | Victoires |
| ---- | ---------------- | ---------- | --------- |
| 1    | Paolo Maschio    | 2023, 2024 | 2         |
| 1    | Tanel Bajeux     | 2022       | 1         |
| 1    | Simon Depoers    | 2021       | 1         |
| 1    | Bogdan Krajewski | 2019       | 1         |
| 1    | Mathéo Miot      | 2018       | 1         |

| Rang | Constructeurs | Années     | Victoires |
| ---- | ------------- | ---------- | --------- |
| 1    | Yamaha        | 2019, 2021 | 2         |
| 1    | Kawasaki      | 2023, 2024 | 2         |
| 3    | KTM           | 2018       | 1         |
| 3    | Honda         | 2022       | 1         |

| Rang | Nations | Années                             | Victoires |
| ---- | ------- | ---------------------------------- | --------- |
| 1    | France  | 2018, 2019, 2021, 2022, 2023, 2024 | 6         |

#### Statistiques Espoirs
| Rang | Pilote         | Années | Victoires |
| ---- | -------------- | ------ | --------- |
| 1    | Basile Pigois  | 2021   | 1         |
| 1    | Kylian Prevost | 2019   | 1         |
| 1    | Tejy Kristmann | 2018   | 1         |
| 1    | Tom Dukerts    | 2022   | 1         |
| 1    | Arno Cazet     | 2023   | 1         |
| 1    | Kenzo Jaspers  | 2024   | 1         |

| Rang | Constructeurs | Années           | Victoires |
| ---- | ------------- | ---------------- | --------- |
| 1    | Gas Gas       | 2022, 2023, 2024 | 3         |
| 2    | KTM           | 2018, 2019       | 2         |
| 3    | Husqvarna     | 2021             | 1         |

| Rang | Nations                | Années                 | Victoires |
| ---- | ---------------------- | ---------------------- | --------- |
| 1    | Drapeau de la France   | 2018, 2019, 2021, 2023 | 4         |
| 2    | Drapeau de la Belgique | 2022                   | 1         |
| 2    | Drapeau des Pays-Bas   | 2024                   | 1         |

### Catégorie femme
| Année | Motos CFS                      | Motos CFS                      | Motos amateurs                 | Motos amateurs                 | Quads                          | Quads                          | Juniors                        | Juniors                        | Espoirs                        | Espoirs                        |
| Année | Pilote                         | Constructeur                   | Pilote                         | Constructeur                   | Pilote                         | Constructeur                   | Pilote                         | Constructeur                   | Pilote                         | Constructeur                   |
| 1997  |                                |                                |                                |                                |                                |                                |                                |                                |                                |                                |
| […]   |                                |                                |                                |                                |                                |                                |                                |                                |                                |                                |
| 2017  |                                |                                |                                |                                |                                |                                |                                |                                |                                |                                |
| 2018  | Mégane Lombard                 | Yamaha                         |                                |                                | Justine Lesselingue            | Yamaha                         |                                |                                |                                |                                |
| 2019  | Mégane Lombard                 | Honda                          |                                |                                | Émilie Bourgeois               | KTM                            | Laurine Hugues                 | Husqvarna                      | Léa Chaput                     | KTM                            |
| 2020  | épreuve annulée cause Covid-19 | épreuve annulée cause Covid-19 | épreuve annulée cause Covid-19 | épreuve annulée cause Covid-19 | épreuve annulée cause Covid-19 | épreuve annulée cause Covid-19 | épreuve annulée cause Covid-19 | épreuve annulée cause Covid-19 | épreuve annulée cause Covid-19 | épreuve annulée cause Covid-19 |
| 2021  | Mathilde Denis                 | Yamaha                         |                                |                                | Kelly Verbraeken               | W-Tec                          | Leeloo Lobbedez                | Gas Gas                        |                                |                                |
| 2022  | Mathilde Denis                 | Honda                          |                                |                                | Kelly Verbraeken               | W-Tec                          | Leeloo Lobbedez                | Gas Gas                        | Léa Lesoil                     | KTM                            |
| 2023  | Amandine Verstappen            | Yamaha                         |                                |                                | Kelly Verbraeken               | W-Tec                          | Sarah Leroy                    | Kawasaki                       | Louna Nowak                    | KTM                            |
| 2024  | Camille Viaud                  | Yamaha                         |                                |                                | Kelly Verbraeken               | W-Tec                          | Sarah Leroy                    | Kawasaki                       | Louna Nowak                    | KTM                            |

#### Statistiques Motos CFS
| Rang | Pilote              | Années     | Victoires |
| ---- | ------------------- | ---------- | --------- |
| 1    | Mégane Lombard      | 2018, 2019 | 2         |
| 1    | Mathilde Denis      | 2021, 2022 | 2         |
| 3    | Amandine Verstappen | 2023       | 1         |
| 3    | Camille Viaud       | 2024       | 1         |

| Rang | Constructeurs | Années                 | Victoires |
| ---- | ------------- | ---------------------- | --------- |
| 1    | Yamaha        | 2018, 2021, 2023, 2024 | 4         |
| 2    | Honda         | 2019, 2022             | 2         |

| Rang | Nations  | Années                       | Victoires |
| ---- | -------- | ---------------------------- | --------- |
| 1    | France   | 2018, 2019, 2021, 2022, 2024 | 5         |
| 2    | Belgique | 2023                         | 1         |

#### Statistiques Quads
| Rang | Pilote              | Années                 | Victoires |
| ---- | ------------------- | ---------------------- | --------- |
| 1    | Kelly Verbraeken    | 2021, 2022, 2023, 2024 | 4         |
| 2    | Émilie Bourgeois    | 2019                   | 1         |
| 2    | Justine Lesselingue | 2018                   | 1         |

| Rang | Constructeurs | Années                 | Victoires |
| ---- | ------------- | ---------------------- | --------- |
| 1    | W-Tec         | 2021, 2022, 2023, 2024 | 4         |
| 2    | KTM           | 2019                   | 1         |
| 2    | Yamaha        | 2018                   | 1         |

| Rang | Nations  | Années                 | Victoires |
| ---- | -------- | ---------------------- | --------- |
| 1    | Belgique | 2021, 2022, 2023, 2024 | 4         |
| 2    | France   | 2018, 2019             | 2         |

#### Statistiques Juniors
| Rang | Pilote          | Années     | Victoires |
| ---- | --------------- | ---------- | --------- |
| 1    | Sarah Leroy     | 2023, 2024 | 2         |
| 1    | Leeloo Lobbedez | 2021, 2022 | 2         |
| 3    | Laurine Hugues  | 2019       | 1         |

| Rang | Constructeurs | Années     | Victoires |
| ---- | ------------- | ---------- | --------- |
| 1    | Gas Gas       | 2021, 2022 | 2         |
| 1    | Kawasaki      | 2023, 2024 | 2         |
| 3    | Husqvarna     | 2019       | 1         |

| Rang | Nations | Années                       | Victoires |
| ---- | ------- | ---------------------------- | --------- |
| 1    | France  | 2019, 2021, 2022, 2023, 2024 | 5         |

#### Statistiques Espoirs
| Rang | Pilote      | Années     | Victoires |
| ---- | ----------- | ---------- | --------- |
| 1    | Louna Nowak | 2023, 2024 | 2         |
| 2    | Léa Chaput  | 2019       | 1         |
| 2    | Léa Lesoil  | 2022       | 1         |

| Rang | Constructeurs | Années                 | Victoires |
| ---- | ------------- | ---------------------- | --------- |
| 1    | KTM           | 2019, 2022, 2023, 2024 | 4         |

| Rang | Nations | Années                 | Victoires |
| ---- | ------- | ---------------------- | --------- |
| 1    | France  | 2019, 2022, 2023, 2024 | 4         |